# Xã Oacoma, Quận Lyman, South Dakota
Xã Oacoma (tiếng Anh: Oacoma Township) là một xã thuộc quận Lyman, tiểu bang Nam Dakota, Hoa Kỳ. Năm 2010, dân số của xã này là 71 người.